# Hugues Micol
 (octobre 2018).
Si vous disposez d'ouvrages ou d'articles de référence ou si vous connaissez des sites web de qualité traitant du thème abordé ici, merci de compléter l'article en donnant les références utiles à sa vérifiabilité et en les liant à la section « Notes et références ».
Hugues Micol est un auteur et un scénariste de bande dessinée. Il est né le 18 mars 1969 à Paris.

## Biographie
Hugues Micol  entre en 1988 à l'École supérieure des arts graphiques de Paris. Il commence sa carrière professionnelle comme illustrateur pigiste, avant de se tourner vers la bande dessinée.
En 2020 en France paraît Black-out, fruit d'une collaboration avec Loo Hui Phang (Futuropolis). L'album figure dans la sélection pour le fauve d'or au Festival d'Angoulême 2021.

## Publications
- Chiquito La Muerte, scénario de Jean-Louis Capron, éditions Delcourt, 2 tomes parus en 2000 et 2001
- 3, éditions Cornélius, 2001[2]
- Les Contes du septième souffle, scénario de Éric Adam, éditions Vents d'Ouest, 4 tomes parus de 2002 à 2006 [3],[4]
- Prestige de l'uniforme, scénario de Loo Hui Phang, éditions Dupuis, 2005, réédition en 2016
- Les Parques, éditions Vents d'Ouest, 2 tomes parus en 2007 et 2008
- D'Artagnan, scénario de Éric Adam, éditions Vents d'Ouest, 2 tomes parus en 2008 et 2009
- Séquelles, éditions Cornélius, 2008
- Terre de feu, scénario de David B., éditions Futuropolis, 2 tomes parus en 2008 et 2009
- La planète des vülves, éditions Les Requins Marteaux, 2010
- Le chien de la vallée de Chambara, éditions Futuropolis, 2011
- Bonneval Pacha, scénario de Gwen de Bonneval, éditions Dargaud, 3 tomes parus en 2012 et 2013
- Participation à Comicscope de David Rault, l'Apocalypse, 2013
- Tumultes, Cornélius, 2015 - Sélection officielle du Festival d'Angoulême 2016
- Scalp, la funèbre chevauchée de John Glanton et de ses compagnons de carnage, Futuropolis, 2017
- Histoire dessinée de la France t. 4. Les Temps barbares : De la chute de Rome à Pépin le Bref (dessin), avec Bruno Dumézil (scénario), La Revue dessinée et La Découverte, 2018 [5].  (ISBN 979-10-92530-43-8).
- Saint Rose - À la recherche du dessin ultime, couleurs d'Isabelle Merlet, Futuropolis, mars 2019
- Black-out, scénario de Loo Hui Phang, Futuropolis, 2020  (ISBN 978-2754828048).
- Le Prince dindon de Sylvain Alzial, Albin Michel-Jeunesse, 2023  (ISBN 9782226479631), inspiré d'un conte hassidique
- Les crieurs du crime - La belle époque du fait divers, scénario de Sylvain Venayre, Delcourt, 2024.  (ISBN 9782413081579)

### Illustrations
- L’enfant volé de François David, éditions Nathan, 1999.
- Les Figurants de la mort de Roger de Lafforest, éditions L'Arbre vengeur, 2009.

## Prix et récompenses
- 2017 : Prix Töpffer international pour Scalp, la funèbre chevauchée de John Glanton et de ses compagnons de carnage[6]